# Bonheiden
Bonheiden (nederländskt uttal: [bɔnˈɦɛi̯də(n)]) är en kommun i provinsen Antwerpen i regionen Flandern i Belgien. Kommunen har cirka 15 078 invånare (2020).